# Nikoloz Basilasjvili
Nikoloz Basilasjvili (georgiska: ნიკოლოზ ბასილაშვილი), född 23 februari 1992 i Tbilisi, är en georgisk tennisspelare. Han har som högst varit rankad på 16:e plats på ATP-singelrankingen. Basilasjvili har vunnit fem singeltitlar på ATP-touren.

## Karriär
I juli 2018 vann Basilasjvili sin första ATP-singeltitel då han besegrade Leonardo Mayer med 6–4, 0–6, 7–5 i finalen av German Open och blev samtidigt även den första  georgiern att vinna en ATP-turnering. I oktober 2018 tog Basilasjvili sin andra singeltitel då han skrällde och besegrade toppseedade Juan Martín del Potro i finalen av China Open.
I juli 2019 försvarade Basilasjvili sin titel i German Open efter att ha besegrat ryske Andrej Rubljov i finalen.
I mars 2021 tog Basilasjvili sin fjärde singeltitel då han besegrade Roberto Bautista Agut i finalen av Qatar Open. I maj 2021 tog Basilasjvili sin femte singeltitel då han besegrade tyske Jan-Lennard Struff i finalen av BMW Open.

## ATP-titlar
Singel
- German Open, Tyskland – Juli 2018
- China Open, Kina – Oktober 2018
- German Open, Tyskland – Juli 2019
- Qatar Open, Qatar – Mars 2021
- BMW Open, Tyskland – Maj 2021